# خبز البرغر
خبز البرغر (بالإنجليزية: Bun)‏ هو نوع من لفائف الخبز، وعادة ما يكون محشوًا بحشوات لذيذة (مثل الهامبرغر). قد يشير خبز البرغر أيضًا إلى كعكة حلوة في أجزاء معينة من العالم. على الرغم من أنه يأتي في العديد من الأشكال والأحجام، إلا أن خبز البرغر يكون مستديرًا بشكل عام وعادة ما يكون بحجم اليد أو أصغر.
في المملكة المتحدة، يختلف استخدام المصطلح اختلافًا كبيرًا في المناطق المختلفة. في جنوب إنجلترا، خبز البرغر عبارة عن كعكة حلوة بحجم اليد، بينما في شمال أيرلندا وشمال إنجلترا، فهي عبارة عن خبز عادي في شكل مُدوّر.
يصنع خبز البرغر عادة من عجينة من الدقيق والحليب والخميرة وكميات صغيرة من السكر و / أو الزبدة. تتميز عجينة الخبز الحلو عن عجينة الخبز بتخصيبها بالسكر والزبدة وأحيانًا البيض. تحتوي الأصناف الحلوة الشائعة على فواكه صغيرة أو مكسرات مغطاة بالثلج أو الكراميل ومليئة بالمربى أو القشدة.
غالبًا ما يشار إلى الباوزي الصيني، مع الحشوات اللذيذة أو الحلوة، باسم "خبز البرغر" في اللغة الإنجليزية.

## أنظر أيضا
- قائمة أنواع الخبز